# Cleo Kretschmer
Pour les articles homonymes, voir Kretschmer.
Cleo Kretschmer, nom de scène d'Ingeborg Maria Kretschmer (née le 11 février 1951 à Thalberg) est une actrice allemande.

## Biographie
Ingeborg Kretschmer est la fille d'un agent de la police des frontières. Sa famille s'installe à Munich quand elle a onze ans. Après l'école, elle effectue un apprentissage de pharmacienne, puis travaille comme secrétaire, serveuse et enfin vendeuse dans une boutique. Après une courte apparition dans le cinquième film de la série Schulmädchen-Report en 1973, elle est découverte par le réalisateur Klaus Lemke (de) dans une discothèque. La percée de Kretschmer en tant qu'actrice a lieu en 1975 dans la téléfilm comique Idole, où elle est également scénariste. De 1976 à 1981 et à nouveau en 1995, Lemke en fait l'actrice principale (généralement aux côtés de Wolfgang Fierek (de)) dans ses comédies "bizarres". Les acteurs peuvent librement improviser leurs dialogues. En 1978, Kretschmer reçoit le Prix du téléfilm de l'Académie allemande des arts du spectacle pour sa performance d'actrice dans Amore.
En 1984, elle publie son premier roman Herzschmerz, qui sera bientôt suivi par d'autres livres. Cleo Kretschmer est une membre de la jet set munichoise des années 1980, lorsqu'elle vit la moitié de l'année à Ibiza. En 1990, elle se présente sans succès au conseil municipal de Munich.
En 1998, Kretschmer subit une grave hémorragie cérébrale dont elle se remet lentement. En raison de son état de santé, les assurances ne soutiennent pas sa participation à des productions, de même elle ne peut plus supporter les rythmes de tournage. Après son rétablissement complet, elle travaille comme journaliste pour le magazine Penthouse. Dans ce rôle, elle mène une interview sensationnelle avec le télévangéliste Jürgen Fliege (de) en 1999. En 2004, elle célèbre son retour en tant qu'actrice avec Samba Bavaria. En 2005, elle est apparue dans l'opérette Phoenix – wem gehört das Licht de Studio Braun (de) au Deutsches Schauspielhaus de Hambourg.
Elle est la marraine officielle de l'Association bavaroise pour la réadaptation des aphasiques et est également mentor de LILALU e.V.
Cleo Kretschmer s'installe à Dorfen en 2001.

## Filmographie
- 1973 : Chaleurs profondes
- 1973 : Sylvie (TV), réalisation : Klaus Lemke (de)
- 1975 : Idole (de) (TV), réalisation : Klaus Lemke
- 1977 : Die Sweethearts (TV), réalisation : Klaus Lemke
- 1977 : Moto-Cross (TV), réalisation : Klaus Lemke
- 1978 : Amore (de) (TV), réalisation : Klaus Lemke
- 1979 : Ein komischer Heiliger, réalisation : Klaus Lemke
- 1979 : Der Allerletzte (TV), réalisation : Klaus Lemke
- 1979 : Nuits arabes (de), réalisation : Klaus Lemke
- 1980 : Flitterwochen, réalisation : Klaus Lemke
- 1981 : Wie die Weltmeister, réalisation : Klaus Lemke
- 1983 : Peppermint Frieden (de), réalisation : Marianne Rosenbaum
- 1983 : Monaco Franze – Der ewige Stenz (de) (série télévisée, un épisode)
- 1984 : Der Mann, der keine Autos mochte (série télévisée)
- 1984 : Im Himmel ist die Hölle los (de), réalisation : Helmer von Lützelburg
- 1987 : Hans im Glück (de) (série télévisée, un épisode)
- 1987 : Die Hausmeisterin (de) (série télévisée, deux épisodes)
- 1991 : Niklaus und Sammy
- 1991 : Ein Schloß am Wörthersee (série télévisée, un épisode)
- 1991 : Sissi la valse des cœurs
- 1995 : Das Flittchen und der Totengräber, réalisation : Klaus Lemke
- 1997 : Dazlak
- 1998 : Die unerwünschte Zeugin (TV)
- 2001 : Dich schickt der Himmel (TV)
- 2001 : Un ange nommé Victor (série télévisée, un épisode)
- 2002 : St. Angela (de) (série télévisée, un épisode)
- 2002 : Die Katze von Altona
- 2002-2003 : Duo de maîtres (série télévisée, deux épisodes)
- 2003 : Wilde Jungs (TV)
- 2004 : Samba Bavaria
- 2005 : Soko brigade des stups (série télévisée, un épisode)
- 2006 : Zwei Herzen und zwölf Pfoten (de) (série télévisée, un épisode)
- 2011 : Familie macht glücklich (de) (TV)
- 2011 : Eine ganz heiße Nummer (de), réalisation : Markus Goller
- 2012 : Tatort: Ein neues Leben (de)
- 2015 : Mein vergessenes Leben (TV)
- 2022 : Champagner für die Augen - Gift für den Rest, réalisation : Klaus Lemke (documentaire)